# Private Dancer
Private Dancer é um álbum solo da cantora Tina Turner, quinto de estúdio. O sucesso de Tina com o álbum veio após severa mudança em sua vida, depois do divórcio com Ike Turner. "Private Dancer" foi lançado em 29 de Maio de 1984. Só nos Estados Unidos, Tina vendeu mais 250 mil cópias por semana nos dois primeiros meses. 
O álbum foi sucesso nos Estados Unidos e no mundo. Nos EUA, mais de 5 milhões de cópias foram vendidas e renderam a Tina 5 discos de platina). Nos primeiros meses, contabilizou entre 10 e 11 milhões de cópias, mas no total, foram mais de 20 milhões de cópias  vendidas, fazendo de Private Dancer o maior sucesso solo de Tina Turner.
O álbum produziu um grande número de sucessos que chegaram ao Top das paradas, como "What's Love Got to Do with It", que ficou na primeira posição durante 3 semanas nos EUA. No Grammy Awards de 1985, Private Dancer ganhou quatro prêmios das seis indicações.

## Lista de faixas
| Lado A |                                 |                                             |         |  |
| N.º    | Título                          | Compositor(es)                              | Duração |  |
| 1.     | "I Might Have Been Queen"       | Jeanette Obstoj Rupert Hine Jamie West-Oram | 4:10    |  |
| 2.     | "What's Love Got to Do with It" | Terry Britten Graham Lyle                   | 3:48    |  |
| 3.     | "Show Some Respect"             | Terry Britten Sue Shifrin                   | 3:18    |  |
| 4.     | "I Can't Stand the Rain"        | Ann Peebles Don Bryant Bernard Miller       | 3:41    |  |
| 5.     | "Better Be Good to Me"          | Holly Knight Nicky Chinn Mike Chapman       | 5:11    |  |

| Lado B |                       |                                         |         |  |
| N.º    | Título                | Compositor(es)                          | Duração |  |
| 1.     | "Let's Stay Together" | Willie Mitchell Al Green Al Jackson Jr. | 5:16    |  |
| 2.     | "1984"                | David Bowie                             | 3:09    |  |
| 3.     | "Steel Claw"          | Paul Brady                              | 3:48    |  |
| 4.     | "Private Dancer"      | Mark Knopfler                           | 7:11    |  |

### EdiçãoCentenary
1. "I Might Have Been Queen"  – 4:10
2. "What's Love Got To Do With It"  – 3:49
3. "Show Some Respect"  – 3:18
4. "I Can't Stand The Rain"  – 3:41
5. "Private Dancer"  – 7:11
6. "Let's Stay Together"  – 5:16
7. "Better Be Good To Me"  – 5:10
8. "Steel Claw"  – 3:48
9. "Help!"  – 4:30
10. "1984"  – 3:09
11. "I Wrote A Letter"  – 3:25
12. "Rock N Roll Widow"  – 4:45
13. "Don't Rush The Good Things"  – 3:46
14. "When I Was Young"  – 3:11
15. "What's Love Got To Do With It? (Extended Version)"  – 5:48
16. "Better Be Good To Me (Extended Version)"  – 7:03
17. "I Can't Stand The Rain (Extended Version)"  – 5:43

## Créditos
| Músicos - Tina Turner - vocais, vocais de fundo - Gary Barnacle - saxofone - Jeff Beck - guitarra - Terry Britten - guitarra, vocais, vocais de fundo - Graham Broad - bateria - Alex Brown - vocais de fundo - Alexandra Brown - vocais - Bob Carter - percussão - Leon "Ndugu" Chancler - bateria - Alan Clark - percussão, teclado - Mel Collins - saxofone - David Cullen - cordas - Cy Curnin - vocais, vocais de fundo - Julian Diggle - percussão - David Ervin - sintetizador - Gwen Evans - vocais, vocais de fundo - Charles Fearing - guitarra - Wilton Felder - baixo, saxofone - Nick Glennie-Smith - teclado - Glenn Gregory - vocais, vocais de fundo - Rupert Hine - baixo, percussão, teclado, vocais, vocais de fundo - John Illsley - baixo - Graham Jarvis - bateria - Hal Lindes - guitarra - Billy Livsey - teclado - Trevor Morais - bateria - Simon Morton - percussão - Tessa Niles - vocais, vocais de fundo - Nick Plytas - sintetizador, piano - Frank Riccotti - percussão - Ray Russell - guitarra - Joe Sample - sintetizador, piano - Nick Smith - teclado - David T. Walker - guitarra - Greg Walsh - sintetizador - Martyn Ware - sintetizador, vocais, vocais de fundo - Jamie West-Oram - guitarra - Terry Williams - bateria - Richie Zito - guitarra | Produção - Produtores: Terry Britten, Bob Carter, Leon "Ndugu" Chancler, Wilton Felder, Rupert Hine, Joe Sample, Greg Walsh, Martyn Ware - Engenheiros: F. Byron Clark, John Hudson, Walter Samuel, Greg Walsh - Mixagem: John Hudson - Remixagem: Humberto Gatica - Masterização: Alan Yoshida - Programação: David Ervin, Rupert Hine, Greg Walsh - Programação de bateria: Martyn Ware - Arranjos de corda: David Cullen - Arranjos: Greg Walsh, Martyn Ware - Produtor da compilação: Akira Taguchi - Diretor de criação: Sam Gay - Diretor de arte: Roy Kohara - Design: John O'Brien - Fotografia: Pete Ashworth |

## Desempenho nas paradas musicais
Álbum - Billboard (América do Norte)
| Ano  | Parada musical         | Posição         |
| ---- | ---------------------- | --------------- |
| 1984 | The Billboard 200      | 3 ( 5× Platina) |
| 1984 | Top R&B/Hip-Hop Albums | 1               |

| Posição | 26  | 22  | 17  | 14  | 11  | 9  | 6  | 5  | 5  | 4  | 3  | 3  | 6  | 11  | 18  | 12  | 10  | 8   | 4   | 4   | 4   |
| Semana  | 22  | 23  | 24  | 25  | 26  | 27 | 28 | 29 | 30 | 31 | 32 | 33 | 34 | 35  | 36  | 37  | 38  | 39  | 40  | 41  | 42  |
| Posição | 5   | 7   | 5   | 8   | 9   | 9  | 10 | 8  | 13 | 13 | 14 | 11 | 19 | 18  | 24  | 27  | 28  | 29  | 27  | 32  | 37  |
| Semana  | 43  | 44  | 45  | 46  | 47  | 48 | 49 | 50 | 51 | 52 | 53 | 54 | 55 | 56  | 57  | 58  | 59  | 60  | 61  | 62  | 63  |
| Posição | 41  | 43  | 52  | 55  | 59  | 66 | 69 | 74 | 78 | 89 | 95 | 98 | 99 | 109 | 116 | 131 | 139 | 146 | 149 | 164 | 171 |
| Semana  | 64  | 65  | 66  | 67  | 68  |    |    |    |    |    |    |    |    |     |     |     |     |     |     |     |     |
| Posição | 139 | 126 | 149 | 184 | 197 |    |    |    |    |    |    |    |    |     |     |     |     |     |     |     |     |

Singles - Billboard (América do Norte)
| Ano  | Single                           | Parada musical                   | Posição |
| ---- | -------------------------------- | -------------------------------- | ------- |
| 1984 | "Better Be Good to Me"           | Hot Dance Music/Club Play        | 16      |
| 1984 | "Better Be Good to Me"           | Hot R&B/Hip-Hop Singles & Tracks | 6       |
| 1984 | "Better Be Good to Me"           | Mainstream Rock Tracks           | 32      |
| 1984 | "Better Be Good to Me"           | The Billboard Hot 100            | 5       |
| 1984 | "Let's Stay Together"            | Hot Dance Music/Club Play        | 1       |
| 1984 | "Let's Stay Together"            | Hot R&B/Hip-Hop Singles & Tracks | 3       |
| 1984 | "Let's Stay Together"            | The Billboard Hot 100            | 26      |
| 1984 | "What's Love Got To Do With It?" | Adult Contemporary               | 8       |
| 1984 | "What's Love Got To Do With It?" | Hot Dance Music/Club Play        | 21      |
| 1984 | "What's Love Got To Do With It?" | Hot R&B/Hip-Hop Singles & Tracks | 2(5)    |
| 1984 | "What's Love Got To Do With It?" | The Billboard Hot 100            | 1(3)    |
| 1985 | "Private Dancer"                 | Adult Contemporary               | 30      |
| 1985 | "Private Dancer"                 | Hot R&B/Hip-Hop Singles & Tracks | 3       |
| 1985 | "Private Dancer"                 | The Billboard Hot 100            | 7       |
| 1985 | "Show Some Respect"              | Hot R&B/Hip-Hop Singles & Tracks | 50      |
| 1985 | "Show Some Respect"              | The Billboard Hot 100            | 37      |

## Miscelânea
- Mark Knopfler do Dire Straits escreveu o título da música para este álbum, "Private Dancer." Ele originalmete escreveu a música para o Dire Straits, mas então decidiu dar a música para Tina Turner. Notavelmente, muitos dos membros originais do Dire Straits são parte do grupo que compôs este álbum.
- Em uma entrevista em 1984 , Mark Knopfler declarou sobre a guitarra de Jeff Beck na música-título, "Ela (Tina Turner) fez Jeff Beck tocar o segundo mais feio solo de guitarra que você ouve na música."

## Recepção crítica
| Críticas profissionais | Críticas profissionais |
| Avaliações da crítica  | Avaliações da crítica  |
| Fonte                  | Avaliação              |
| ---------------------- | ---------------------- |
| All Music Guide        | link                   |
| Rolling Stone          | link                   |

Em 1989, o álbum chegou ao #46 da revista Rolling Stone na lista The 100 Greatest Albums of the 80's. Em 2003, o canal de TV VH1 nomeou Private Dancer o 95º melhor álbum de todos os tempos.

## Grammy Awards
| Ano  | Vencedor                         | Categoria                           |
| ---- | -------------------------------- | ----------------------------------- |
| 1985 | "Better Be Good to Me"           | Melhor Performance Feminina em Rock |
| 1985 | "What's Love Got To Do With It?" | Melhor Performance Feminina em Pop  |
| 1985 | "What's Love Got To Do With It?" | Disco do Ano                        |
| 1985 | "What's Love Got To Do With It?" | Música do Ano                       |